# Pełzaki (serial animowany 2021)
Pełzaki (ang. Rugrats, od 2021) – amerykański serial animowany stworzony przez małżeństwo Arlene Klasky i Gábora Csupó oraz Paula Germaina. Reboot oryginalnego serialu pod tym samym tytułem nadawanego w latach 1991-2004.
Premiera serialu odbyła się w Stanach Zjednoczonych 27 maja 2021 w serwisie Paramount+ jako drugi serial internetowy Nickelodeon wykonany techniką trójwymiarową CGI. W Polsce serial zadebiutował 29 listopada 2021 na antenie polskiego Nicktoons.
We wrześniu 2021 serwis Paramount+ ogłosił, że powstanie drugi sezon serialu składający się z trzynastu odcinków.

## Fabuła
Serial opisuje nowe perypetie grupki niemowląt – rocznego Tommy’ego Picklesa, jego starszej kuzynki Angeliki, Chuckiego Finstera, bliźniaków Phila i Lil DeVille oraz Susie Carmichael, którzy codziennie przeżywają niesamowite przygody.

## Spis odcinków

### Seria 1 (2021)
| Nr | Tytuł                                         | Tytuł polski                                      | Premiera            | Premiera w Polsce                   |
| -- | --------------------------------------------- | ------------------------------------------------- | ------------------- | ----------------------------------- |
| 1  | Second Time Around                            | Spełnienie marzeń                                 | 27 maja 2021        | 29 listopada 2021 30 listopada 2021 |
| 2  | Lady De-Clutter / New Puppy                   | Madame de Vyval / Nowy piesek                     | 27 maja 2021        | 1 grudnia 2021                      |
| 3  | Tail of the Dogbot / Jonathan for a Day       | Psobot / Jonathan na jeden dzień                  | 27 maja 2021        | 2 grudnia 2021                      |
| 4  | One Big Happy Family / The Last Balloon       | Jedna wielka szczęśliwa rodzina / Ostatni balonik | 27 maja 2021        | 3 grudnia 2021                      |
| 5  | March for Peas / The Two Angelicas            | Zielony marsz / Dwie Angeliki                     | 27 maja 2021        | 6 grudnia 2021                      |
| 6  | No License to Drive / I Dream of Duffy        | Bez prawa jazdy / Magiczny Duffy                  | 7 października 2021 | 7 grudnia 2021                      |
| 7  | The Fish Stick / The Pickle Barrel            | Tylko rybki mi w głowie / Na dnie beczki          | 7 października 2021 | 8 grudnia 2021                      |
| 8  | The Future Maker / Goodbye Reptar             | Przyszłościomat / Pa pa, Reptarze                 | 7 października 2021 | 9 grudnia 2021                      |
| 9  | The Bubbe and Zayde Show / The Perfect Myth   | Teatrzyk Bobe i Zejde / Chodzący ideał            | 7 października 2021 | 10 grudnia 2021                     |
| 10 | The Big Diff / Final Eclipse                  | --- / ---                                         | 7 października 2021 | nieemitowany                        |
| 11 | Great Minds Think Alike / Betty and the Beast | --- / ---                                         | 7 października 2021 | nieemitowany                        |
| 12 | Escape from Preschool / Mr. Chuckie           | --- / ---                                         | 7 października 2021 | nieemitowany                        |
| 13 | The Werewoof Hunter                           | ---                                               | 7 października 2021 | nieemitowany                        |
| 14 | Traditions                                    | ---                                               | 2 grudnia 2021      | nieemitowany                        |

### Odcinki krótkometrażowe
| Nr  | Tytuł           | Tytuł polski | Premiera             | Premiera w Polsce |
| --- | --------------- | ------------ | -------------------- | ----------------- |
| S01 | Tommy’s Ball    | ---          | 27 maja 2021         | nieemitowany      |
| S02 | Night Howl      | ---          | 27 maja 2021         | nieemitowany      |
| S03 | The Lamp        | ---          | 27 maja 2021         | nieemitowany      |
| S04 | The Slide       | ---          | 27 maja 2021         | nieemitowany      |
| S05 | Expedition      | ---          | 7 października 2021  | nieemitowany      |
| S06 | Cynthia Show    | ---          | 7 października 2021  | nieemitowany      |
| S07 | Art Project     | ---          | 22 października 2021 | nieemitowany      |
| S08 | Reptar in Space | ---          | 22 października 2021 | nieemitowany      |